# Сан Ђовенале (Ријети)
Сан Ђовенале је насеље у Италији у округу Ријети, региону Лацио.
Према процени из 2011. у насељу је живело 46 становника. Насеље се налази на надморској висини од 987 м.